# Базарний Урень
Базарний Урень (рос. Базарный Урень) — село в Карсунському районі Ульяновської області Російської Федерації.
Населення становить 174 особи. Входить до складу муніципального утворення Урено-Карлинське сільське поселення.

## Історія
Від 2004 року входить до складу муніципального утворення Урено-Карлинське сільське поселення.

## Населення
| 2010 |
| ---- |
| 174  |